# Hôtel de ville de Vesoul
L'hôtel de ville de Vesoul, aussi appelé mairie de Vesoul, est un bâtiment administratif situé 58 rue Paul-Morel à Vesoul, dans la Haute-Saône, en France. L'administration municipale siège dans ce bâtiment depuis le 29 mai 1938.

## Les anciens hôtels de ville de Vesoul

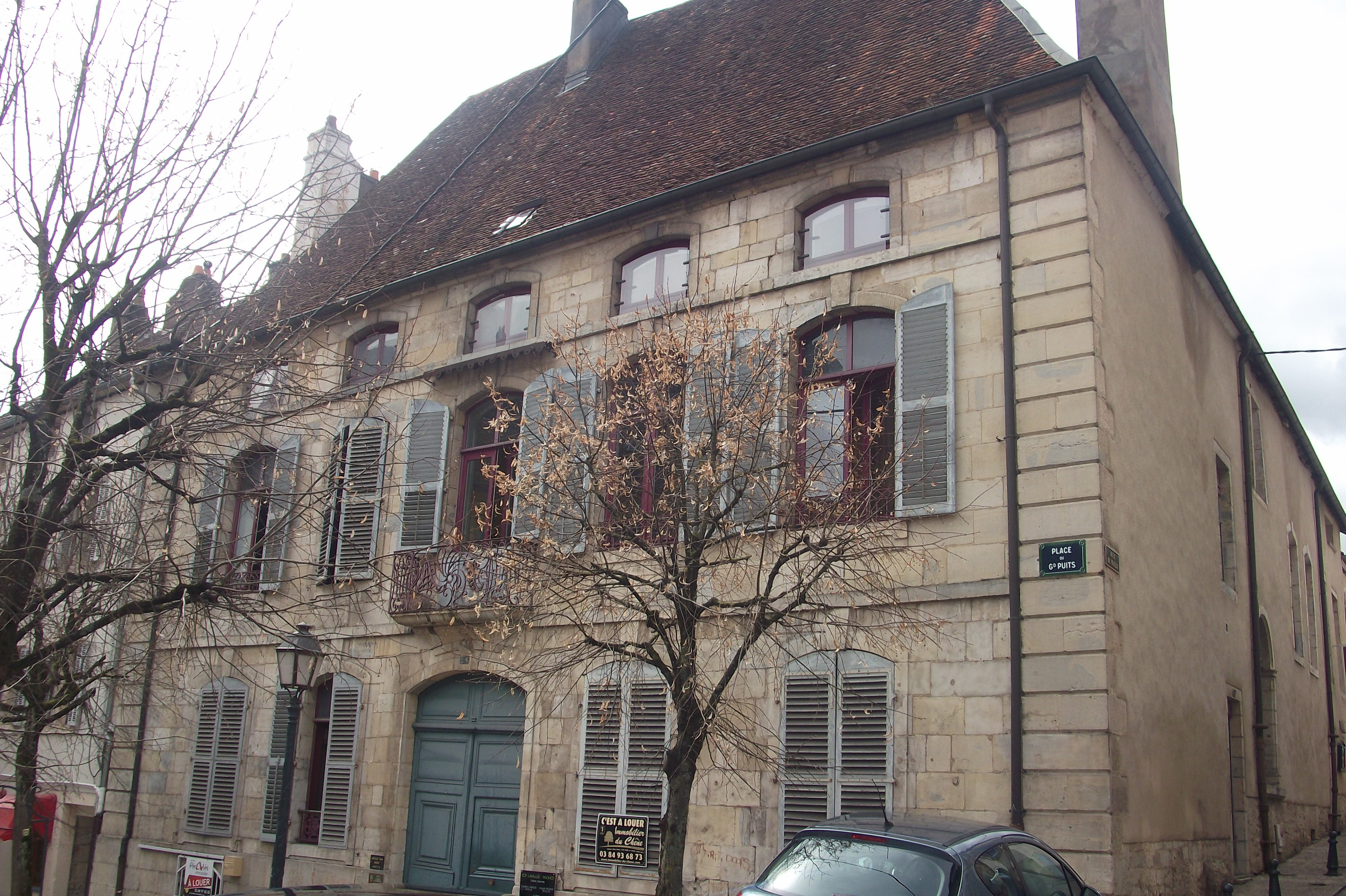
L'hôtel Raillard de Granvelle, deuxième mairie de Vesoul connue

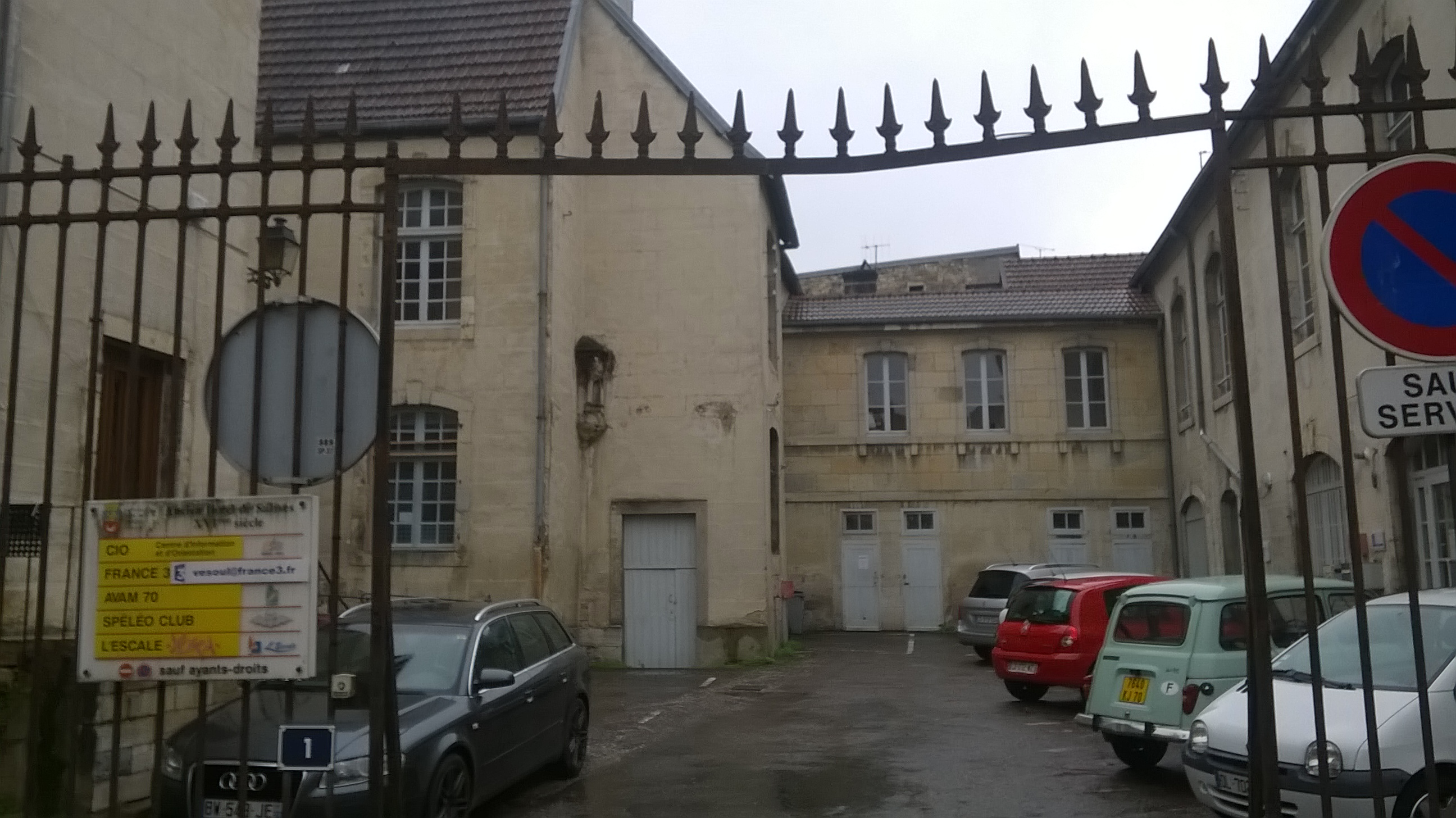
L'hôtel de Salives, troisième mairie connue

Érigée en mairie en 1540, la commune de Vesoul logea son administration municipale dans différents bâtiments :
- Le premier hôtel de ville de Vesoul connu, également appelé à l'époque « Maison commune », était situé rue du Presbytère. Le 26 novembre 1733, le bâtiment fut incendié ; les documents publics ont été déposés et sauvegardés chez des habitants de la ville qui les retournèrent sur ordre de la municipalité le 26 février 1736. De 1733 jusque vers 1750, la mairie continua ses activités dans une dépendance du bâtiment qui fut épargnée par les flammes. Cependant, le bâtiment est jugé trop exigu et la municipalité décide par la suite de louer une maison plus vaste[1].
- Le deuxième hôtel de ville connu est l'hôtel Raillard de Granvelle, qui porta aussi le nom de maison Langrognet, qui existe toujours et qui est situé 3 place du Grand-Puits. Vers 1750, la mairie intègra ce bâtiment et ce, jusqu'en 1768[2].
- Le troisième hôtel de ville connu est l'hôtel de Salives, situé 1 rue Paul Petitclerc. La mairie logea dans ce bâtiment de 1768 à 1938. Selon des mémoires de la commission d'archéologie, ce vaste bâtiment était précédé par un édifice dont l'origine remonte au XVe siècle, mais qui a été incendié au cours du siège de Vesoul de 1477. L'édifice appartenait à l'origine aux Salives, une famille de nobles dont l'un de ses membres, Jehan, avait rempli les fonctions de lieutenant général du bailliage d'Amont en 1437. Il a ensuite été vendu en 1768 par l'avocat Beauchamps pour la somme de 45715 francs à l'administration municipale de Vesoul qui en a fait l'hôtel de la mairie[3],[4]. Le bâtiment a fait l'objet d'une restauration en 1858. Cette dernière a permis de reconnaître à côté de la porte de cet ancien édifice l'encadrement d'une grande baie ogivale qui était l'ancienne porte de l'hôtel ainsi qu'une écusson de pierre ayant pour support deux anges et présentant six pals en pointe avec trois coquilles en chef[5].

## Histoire de l'hôtel de ville actuel
Le bâtiment est construit en 1619 et destiné à être le principal hôpital de Vesoul. Désaffecté, il devient hôtel de ville le 29 mai 1938 après d'importants travaux de rénovation réalisés à cette occasion à partir de 1935, avec notamment la création de fresques, classées depuis en tant que monument historique et une importante restructuration du portail et de la façade. Toujours en 1938, le musée municipal est transféré dans le nouvel hôtel de ville et rebaptisé musée Georges-Garret. Il y restera jusqu'en 1981,.

## Architecture et mobilier
Plusieurs parties de son mobilier sont classées monument historique :
- La verrière et peintures monumentales, par Albert Decaris, datant de la rénovation en 1937[9] ;
- Une horloge et son socle, de style régence, du XVIIIe siècle[10] ;
- Un bas-relief comportant des armoiries du XVIe siècle[11] ;
- Deux dalles funéraires de seigneurs locaux du XVIe siècle[12],[13] ;
- Une stèle funéraire gallo-romaine[14].